# Thadée Polak
Thadée Polak (Montceau-les-Mines, Francia; 2 de junio de 1932 – 23 de septiembre de 2024) fue un futbolista francés que jugó en la posición de defensa central.

## Equipos
| Periodo   | Club           | Partidos | Goles |
| --------- | -------------- | -------- | ----- |
| 1952-1956 | RC Lens        | 123      | 0     |
| 1957-1958 | Le Havre AC    | 45       | 3     |
| 1958–1961 | UA Sedan-Torcy | 132      | 5     |
| 1961–1967 | Lyon           | 195      | 3     |

## Logros
- Copa de Francia (2): 1960/61,[1] 1963/64.[1]